# Myotis ridleyi
Myotis ridleyi es una especie de murciélago de la familia Vespertilionidae.

## Distribución geográfica
Se encuentra en Indonesia y Malasia.